# Alopecosa mutabilis
Alopecosa mutabilis là một loài nhện trong họ Lycosidae.
Loài này thuộc chi Alopecosa. Alopecosa mutabilis được Wladislaus Kulczynski miêu tả năm 1908.